# ویتابیوتیکس
ویتابیوتیکس یک کارخانهٔ بریتانیایی ساخت خوراک‌دارو است که کارویژه‌اش تولید مکمل‌های خوراکی بر پایهٔ ویتامین و مواد معدنی با تمرکز بر دسته‌های گوناگون تندرستی می‌باشد.
این کارخانه برای پشتیبانی و کمک به تندرستی نوزادان، کودکان و بارداران بسیاری از ویتامین‌ها را با دستورکارهای کشوری تولید می‌کند.
این کارخانه در سال ۱۹۷۱ از سوی کرتار لالوانی که اکنون رئیس هیئت مدیره است پایه‌گذاری شد. و امروزه از سوی پسرش تج لالوانی که مدیرعامل است گردانده می‌شود.
نمانام‌های ویتابیوتیکس دربرگیرندهٔ مکمل‌هایی در دسته‌های گوناگون تندرستی مانند Perfectil (مکمل برای پوست، مو و ناخن)، Pregnacare، Menopace، Wellkid، Wellbaby، Wellman و Wellwoman هستند.
در سال ۲۰۱۳ ویتابیوتیکس پاداش ملکه را برای نوآوری در پژوهش در زمینهٔ ویتامین دریافت کرد.

## بن‌مایه
- همکاری‌کنندگان ویکی‌پدیا، «Vitabiotics»، ویکی‌پدیای انگلیسی، دانشنامهٔ آزاد (بازیابی ۱۳ تیر ۱۴۰۱)